# Jörg-Detlef Eckhardt
Jörg-Detlef Eckhardt (* 13. Juli 1959 in Hannover) ist ein deutscher Geologe. Vom 1. Oktober 2016 bis zum 30. Juni 2024 war er Präsident des Landesamtes für Geologie, Rohstoffe und Bergbau in Freiburg im Breisgau als Abteilung 9 des Regierungspräsidiums Freiburg.

## Leben
Eckhardt studierte an den Universitäten Hannover und Karlsruhe Geologie und Paläontologie. Er promovierte über geochemische Untersuchungen an Sedimentgesteinen. Seine Habilitation befasste sich mit Emissionen aus Abgaskatalysatoren von Kraftfahrzeugen.
Eckhardt war am Karlsruher Institut für Technologie (KIT) in Forschung und Lehre in den Geowissenschaften tätig. Ab 2010 war er Abteilungsleiter „Chemie und Physik der Baustoffe“ an der Materialprüfungs- und Forschungsanstalt Karlsruhe (MPA) des KIT. Eckhardt wurde 2015 zum außerplanmäßigen Professor für „Chemie und Mineralogie der Baustoffe“ ernannt. Eckhardt ist Mitglied der Expertengruppe Schweizer Tiefenlager (ESchT) und der Begleitkommission (BeKo) des Bundesministeriums für Umwelt, Naturschutz, Bau und Reaktorsicherheit.

## Schriften
- Geochemische Verteilungsmuster der Platingruppenelemente, Karlsruhe 2011
- Verteilung verkehrsbedingter Edelmetallimmissionen in Böden, Springer, 1997
- Einträge von Platingruppenelementen (PGE) aus Kfz-Abgaskatalysatoren in strassennahe Böden, Karlsruhe 1995
- Geochemische Untersuchungen an jungen Sedimenten von der Galapagos-Mikroplatte: Hydrothermale und stratigraphisch signifikante Signale, Karlsruhe 1992